# 17 미라클스
《17 미라클스》(17 Miracles)는 미국에서 제작된 T. C. 크리스텐슨 감독의 2011년 모험 영화이다. 제이센 웨이드 등이 주연으로 출연하였다.

## 출연

### 주연
- 제이센 웨이드
- 제이슨 셀라야

### 조연
- 베일리 미쉘 존슨
- 사바나 카일리 루이스
- 트래비스 에버하드
- 브루스 뉴볼드
- 데이빗 니블리
- 멜린다 르니
- 케이틀린 E.J. 메이어
- 앤 보슬러
- 산텔 플랜더스
- 마이클 플린
- 펜턴 퀸
- 캐서린 넬슨